# Lajos Grendel
Lajos Grendel (Levice, 6 de abril de 1948-18 de diciembre de 2018) fue un escritor perteneciente a la minoría húngara de Eslovaquia. Uno de los autores más destacados de la literatura húngara del siglo XX.  

## Biografía
Profesor universitario y uno de los fundadores de la Editorial Kalligram, que edita libros en húngaro y eslovaco. Presidente del Pen Club de Eslovaquia entre 1997 y 2000. Su primera obra importante, Ajuste de cuentas (1981, Éleslövészet), supuso una ruptura radical con la literatura húngara de Eslovaquia realizada hasta la fecha. En sus obras refleja de manera irónica la vida de la pequeña burguesía húngara de provincias en Eslovaquia a través de la historia. Están llenas de elementos surrealistas y juega continuamente con el absurdo. 
Sus libros están traducidos al eslovaco, francés, italiano, inglés, alemán y polaco.

## Obras
- Infieles (1979, Hűtlenek)
- Ajuste de cuentas (1981, Éleslövészet. Nem(zetiségi) antiregény, novela)
- Rufián (1982, Galeri, novela)
- Engranajes (1985, Áttételek, novela)
- Contenido de maletas (1987, Bőröndök tartalma)
- Rupturas (1989, Szakítások, novela)
- Teseo y la viuda negra (1991, Thészeusz és a fekete özvégy, novela)
- Las campanas de Einstein (1992, Einstein harangjai, novela)
- Diario de mi mal humor (1992, Rossz kedvem naplója)
- Sacrificio de la reina (1996, Vezéráldozat, narraciones)
- Y llegará su país (1996, És eljön az Ő országa, novela)
- Mi patria, Absurdistán (1998, Hazám, Abszurdistán, ensayos)
- Fosa común (1999, Tömegsír, novela)
- Historias bellas (2001, Szép históriák, narraciones)
- Aquí, en New Hont (2001, Nálunk, New Hontban)
- La tristeza de la libertad (2002, A szabadság szomorúsága, narraciones)
- El rey Matías en New Hont (2005, Mátyás király New Hontban, novela)

## Premios
- 1986 Premio Imre Madách
- 1982 Premio de la Asociación de Escritores Eslovacos
- 1990 Premio Attila József
- 1995 Premio Milán Füst
- 1997 Premio Imre Madách
- 1997 Premio Endre Ady
- 1998 Premio Tibor Déry
- 1999 Premio Kossuth
- 2005 Premio de la Compañía de Escritores (por El rey Matías en New Hont)
- 2006 Premio Giuseppe Acerbi (por Las campanas de Einstein)
- 2006 Premio Alfonz Talamon
- El asteroide (541982) Grendel fue nombrado así en su honor.[1]